# مطار مرسيليا
مطار مرسيليا الدولي (إياتا: MRS، إيكاو: LFML) يخدم مدينة مرسيليا ويبعد عنها بحوالي 27 كلم
يحتل المطار المرتبة الخامسة في فرنسا من حيث عدد المسافرين والمرتبة الثالثة من حيث حجم الشحن الجوي

## تاريخ
أنشئ المطار عام 1922،

## أحداث وحوادث

### أحداث
27 نونبر 2016: طائرة من نوع A380 تابعة للخطوط الجوية الفرنسية تقوم برحلة بين باريس وجوهانسبورغ، تم تحويل مسارها لتحط بمطار مرسيليا لتعرض أحد المسافرين لوعكة صحية، وكانت هذه هي أول مرة تحط فيها طائرة من هذا النوع بالمطار

## إحصائيات
2013، تم تسجيل 8,26 مليون مسافر